# تحصينات فاس
تتكون التحصينات في مدينة فاس من مجمُوعة من الأسوار والبوابات التي تُحيط بكل من فاس البالي وفاس الجديد، وهي التجمعات الحضرية الرئيسية التي تُشكل المدينة القديمة لفاس في المغرب. كما تشملُ أيضًا عددًا من القصبات والحصون التي تم بناؤها لحماية المدينة والسيطرة عليها. تم بناء هذه التحصينات على مدى قرون عديدة وتعود البقايا الواسعة اليوم إلى العديد من الفترات المُختلفة.

## أدوارُها
كما هو الحال مع أسوار المدينة التي شُيدت في فترة ما قبل العصر الحديث، كانت أسوار فاس تخدم وظيفة دفاعية وسيطرة. قاموا بحماية المدينة من الهجوم ومنعوا الغرباء. عادة ما تكون أبواب المدينة مُغلقة في الليل ؛ لم يكن المسافرون عمومًا قادرين على دخول المدينة في ساعة متأخرة من المساء. كما تتحكم الأسوار والبوابات في دخول وخروج سكان المدينة، مما يمنع أي شخص من المغادرة إن رغبت السلطات في ذلك. كان من أهم وظائف هاته الأسوار ضبط وصول وتدفق البضائع والتأكد من أنها تخضع للضريبة بشكل صحيح. وقد كفل ذلك التحصيل الفعال للإيرادات نيابة عن السلطات (مع الأخذ في الاعتبار أن جميع الأسواق (الأسواق) المهمة كانت داخل المدينة). أخيرًا، كانت الوظيفة الرمزية والأكثر دقة لجدران المدينة هي تحديد حدود المساحة الحضرية الرسمية للمدينة، والتي قد تنطبق ضمنها قوانين أو قواعد أو لوائح معينة.

## البوابات
- باب المحروق